# Exclusive Movies (Streaming Platform)
Exclusive Movies ist eine ägyptische digitale Video-Streaming-Plattform für Dienstleistungen, die im Jahr 2020 / 1441 AH gegründet wurde. Die Plattform wurde geschaffen, um klassische ägyptische Kunstwerke, Filme und Ramadan-Serien im Medienunternehmen im Nahen Osten und in Nordafrika zu zeigen. Mohamed Mohsen ist der Chief Content Officer (CCO)
Im Jahr 2020 hat Exclusive Movies fast 10 Millionen Nutzer. Digitale Videoaufrufe auf den Plattformen von Exclusive Movies haben fast 100 Millionen erreicht.